# 小行星33478
小行星33478（33478 Deniselivon）是一颗绕太阳运转的小行星，为主小行星带小行星。该小行星于1999年4月发现。

## 轨道参数
小行星33478的轨道半长轴为343 641 792 km，2.2970708 UA，离心率为0.096。